# پراگ ۱۳
پراگ ۱۳ (به لاتین: Prague 13) یک منطقهٔ مسکونی در جمهوری چک است که در پراگ ۵ واقع شده‌است. پراگ ۱۳ ۱۳٫۲۳ کیلومتر مربع مساحت و ۵۸٬۲۰۴ نفر جمعیت دارد.